# Filea de Jos
Filea de Jos – wieś w Rumunii, w okręgu Kluż, w gminie Ciurila. W 2011 roku liczyła 212 mieszkańców.